# Moviment Coral Català
El Moviment Coral Català és la confederació que des del 1995 agrupa diverses federacions corals de Catalunya, (Corals Joves de Catalunya, Federació Catalana de Pueri Cantores, Federació de Cors de Clavé, Secretariat de Corals Infantils de Catalunya i Agrupació Coral de les Comarques Gironines). Representa més de set-centes entitats corals i uns trenta mil cantaires disseminats per tot el territori català.
L'associació rau en una tradició que té les seves arrels a la segona meitat del segle xix, quan el cant coral va esdevenir un dels factors identitaris de la cultura catalana d'ençà de la seva creació de part de Josep Anselm Clavé i Camps. La creació el 1891 de l'Orfeó Català generà un moviment associatiu fonamental en la vida cultural del país gràcies a la creació de la Germanor dels Orfeons de Catalunya (1917). «La voluntat d'unificar tot el moviment amb la incorporació no només dels cors que provenen de l'antiga Germanor de Cors de Catalunya sinó també de les federacions claverianes va donar lloc a la creació del Moviment Coral Català.» L'antecedent d'aquest moviment va ser l'Aplec Catalunya Canta (1992). El primer acte del Moviment fou un homenatge al difunt Oriol Martorell i Codina.
En l'actualitat el MCC coordina l'activitat de totes les federacions i garanteix la representativitat de Catalunya en organismes internacionals. Des del 2019, n'és presidenta Mercè Cano.
Després de l'organització del XV Festival Europa Cantat a Barcelona el 2003 va impulsar la creació de l'Oficina pel Cant Coral de la Mediterrània que és alhora una de les oficines regionals de l'European Choral Associaton - Europa Cantat. Actualment aquesta iniciativa és una realitat dinàmica i creixent. Des de l'any 2010 organitza anualment una conferència sobre «Cant Coral i Inclusió» dedicada en cada ocasió a un col·lectiu en risc d'exclusió social.
El Moviment Coral Català és membre d'Europa Cantat, International Federation for Choral Singing, Focir, CCM i European Music Council.